# Eleições municipais na cidade de São Paulo em 1985
As eleições municipais na cidade de São Paulo em 1985 ocorreram em 15 de novembro, como parte das eleições em 201 municípios nos 23 estados brasileiros e nos territórios federais do Amapá e Roraima. Foi a primeira eleição da Nova República e a primeira vez que os paulistanos escolheram seu prefeito pelo voto direto desde José Vicente Faria Lima em 1965.
Professor do Colégio Dante Alighieri e do Colégio Vera Cruz antes ingressar na Universidade de São Paulo, o advogado Jânio Quadros é natural de Campo Grande. Filiado à UDN nos meses finais do Estado Novo, migrou para o PDC e perdeu a eleição para vereador na capital paulista  em 1947, mas assumiu o mandato no ano seguinte graças à cassação da bancada comunista. Eleito deputado estadual em 1950 e prefeito de São Paulo em 1953, ingressou no PTN e venceu a eleição para governador de São Paulo em 1954. Em mais uma mudança partidária, foi eleito deputado federal pelo PTB do Paraná em 1958, mas voltou ao PTN no curso do mandato.
Eleito presidente da República em 1960, governou o país entre 31 de janeiro e 25 de agosto de 1961, quando renunciou ao cargo num gesto interpretado como "o primeiro passo de um autogolpe de Estado". Nas horas seguintes, a falta de apoio entre os políticos, militares e a população, demonstrava o isolamento presidencial. O presidente da Câmara dos Deputados, Ranieri Mazzilli, assumiu o governo até a volta de João Goulart ao Brasil, sendo empossado no dia 7 de setembro perante o Congresso Nacional. Quanto a Jânio Quadros, o mesmo disputou o governo paulista em 1962, mas foi vencido por Ademar de Barros. Quando o Regime Militar de 1964 tomou o poder, cassou os direitos políticos de Quadros por dez anos, mas ele permaneceu fora da vida pública além desse prazo. Recriado o PTB, disputou, sem sucesso, o governo de São Paulo em 1982, mas elegeu-se prefeito da capital paulista em 1985.
| Jânio Quadros 30–39% 40–49% 50–59% | Fernando Henrique 30–39% 40–49% |

Resultados eleitorais por zona
Jânio Quadros
30–39%
40–49%
50–59%
Fernando Henrique
30–39%
40–49%

Nascido em São Paulo, o advogado Artur Alves Pinto elegeu-se vereador na nesta cidade pela ARENA em 1972 e 1976. Nos anos seguintes, venceu a eleição para deputado estadual em 1978, ingressou no PDS em 1980 e nesse mesmo ano tornou-se secretário do Interior no governo Paulo Maluf. Reeleito para a Assembleia Legislativa de São Paulo em 1982, migrou para o PFL com a instauração da Nova República, e por esta legenda foi eleito vice-prefeito de São Paulo na chapa de Jânio Quadros em 1985.

## Campanha
Contando com o apoio de figuras do empresariado como Olavo Setúbal e Herbert Levy, além dos setores e figuras mais conservadoras da sociedade paulistana, como a TFP, Opus Dei, o deputado federal Paulo Maluf e o ex-ministro Antônio Delfim Netto, Jânio Quadros retornou à cena política pelo PTB, derrotando o senador Fernando Henrique Cardoso (PMDB), apoiado pelo governador Franco Montoro e o prefeito Mário Covas, num pleito onde o deputado federal Eduardo Suplicy (PT) representou a esquerda. Vitorioso, o ex-presidente tornou-se o décimo segundo prefeito eleito diretamente pelos paulistanos.
A vitória de Jânio Quadros contrariou os prognósticos dos institutos de pesquisa e contradisse as avaliações segundo as quais o ex-presidente era tido como um nome "ultrapassado" no novo contexto da política brasileira emergente do processo de redemocratização e da campanha das Diretas Já. Fernando Henrique Cardoso, o então primeiro colocado nas pesquisas, chegou a tirar uma foto, publicada pela revista Veja, sentado na cadeira de prefeito de São Paulo. Tal fato levou Jânio a tomar posse com um tubo de inseticida nas mãos, declarando: "Estou desinfetando a poltrona porque nádegas indevidas a usaram".

## Resultado da eleição para prefeito
Foram apurados 3.997.697 votos nominais (95,41%), 37.575 votos em branco (0,90%) e 154.769 votos nulos (3,69%), resultando no comparecimento de 4.190.041 eleitores.
| Candidatos a prefeito de São Paulo | Candidatos a vice-prefeito       | Número | Coligação           | Votação    | Percentual |
| ---------------------------------- | -------------------------------- | ------ | ------------------- | ---------- | ---------- |
| Jânio Quadros PTB                  | Artur Alves Pinto PFL            | 14     | PTB, PFL, PDS       | 1.572.260  | 39,33%     |
| Fernando Henrique Cardoso PMDB     | Caio Pompeu de Toledo PMDB       | 15     | PMDB, PCB, PCdoB    | 1.431.175  | 35,80%     |
| Eduardo Suplicy PT                 | Luiza Erundina PT                | 13     | PT (sem coligação)  | 827.452    | 20,70%     |
| Francisco Rossi PCN                | Rogério Monteiro da Silva PCN    | 31     | PCN (sem coligação) | 68.305     | 1,71%      |
| Ana Rosa Tenente PH                | Afonso Henrique Horta Sampaio PH | 19     | PH (sem coligação)  | 45.068     | 1,13%      |
| Pedro Geraldo Costa PPB            | Dorival Zito PPB                 | 16     | PPB (sem coligação) | 27.887     | 0,70%      |
| Antônio Carlos Fernandes PMC       | José Ribamar PMC                 | 18     | PMC (sem coligação) | 8.107      | 0,20%      |
| Ruy Côdo PL                        | Renato Baruffaldi PL             | 22     | PL (sem coligação)  | 4.612      | 0,12%      |
| José Maria Eymael PDC              | Celso Kassab PDC                 | 17     | PDC (sem coligação) | 4.578      | 0,11%      |
| Armando Corrêa PMB                 | Carlos Mitio Yamashita PMB       | 26     | PMB (sem coligação) | 4.187      | 0,10%      |
| Rivailde Ovídio PSC                | Sérgio Bueno PSC                 | 20     | PSC (sem coligação) | 4.066      | 0,10%      |
| Rogê Ferreira PSB                  | Oswaldo Melantonio PSB           | 40     | PSB (sem coligação) | [ nota 6 ] | [ 2 ]      |
| Ademar de Barros Filho PDT         | David Lerer PDT                  | 12     | PDT (sem coligação) | [ nota 6 ] | [ 13 ]     |
| Fontes:                            |                                  |        |                     |            |            |